# Loreto (Ecuador)
Loreto ist eine Kleinstadt und eine Parroquia urbana („städtiches Kirchspiel“) in der ecuadorianischen Provinz Orellana. Sie ist Verwaltungssitz des gleichnamigen Kantons.
Die Parroquia hat eine Fläche von 95,16 km². Die Einwohnerzahl betrug beim Zensus 2010 4227. Davon lebten 3257
im urbanen Bereich von Loreto. Der gleichnamige Kanton wurde im Jahr 1992 gegründet.

## Lage
Die Stadt Loreto befindet sich 43 km südwestlich der Provinzhauptstadt Puerto Francisco de Orellana auf einer Höhe von 400 m. Der Río Suno fließt südlich an der Stadt vorbei. Die Fernstraße E20 (Quito–Puerto Francisco de Orellana) führt durch Loreto. 
Die Parroquia Loreto wird im Westen und im Süden von dem Fluss Río Suno begrenzt. Der Nordosten der Parroquia wird über das Flüsschen Río Sunuyacu entwässert. Das annähernd rechtecksförmige Verwaltungsgebiet misst etwa 12 km in Ost-West-Richtung sowie 8 km in Nord-Süd-Richtung.
Die Parroquia Loreto grenzt im Osten an die Parroquia Puerto Murialdo, im Süden und im Westen an die Parroquia Ávila Huiruno sowie im Norden an die Parroquia San José de Payamino.